# Nauna
Le nauna (ou naune) est une des langues des îles de l'Amirauté, parlé en 2000 par 100 locuteurs, en province de Manus, sur l'île de Nauna (1 village). Les locuteurs emploient aussi le titan.